# Beyond Time
Beyond Time (ou Shadow of the Obelisk: Delve Into the Corridors of Time) est un jeu vidéo d'aventure développé par Jones and Jones Multimedia et édité par DreamCatcher Interactive, sorti en 1997 sur Windows.
Il est adapté du roman Obelisk de Judith Kaye Jones et Frederic Jones.

## Accueil
- Adventure Gamers : 2,5/5[1]
- Game Revolution : B[2]